# Eswatini
Eswatini, dawniej: Suazi, Ngwane (Królestwo Eswatini, dawniej: Królestwo Suazi, Królestwo Ngwane; ang. Eswatini, Kingdom of Eswatini, dawniej: Swaziland, Kingdom of Swaziland, Ngwane, Kingdom of Ngwane; suazi eSwatini, Umbuso weSwatini) – śródlądowe państwo w południowej Afryce (jedno z najmniejszych na kontynencie), graniczące z Mozambikiem i Południową Afryką. Siedzibą parlamentu i króla jest Lobamba.

## Geografia
Eswatini cechuje duże zróżnicowanie środowiska przyrodniczego, od gór wzdłuż granicy z Mozambikiem, przez sawanny na wschodzie, i lasy deszczowe na północnym zachodzie. Główną rzeką jest Lusutfu. Stolica państwa, Mbabane, jest drugim co do wielkości miastem Eswatini. Inne większe ośrodki to Manzini, Lobamba i Siteki. Klimat jest zwrotnikowy, wilgotny. Wyraźnie widoczna jest pora deszczowa. Trwa ona od września do października i od marca do kwietnia.

## Historia
Na tereny obecnego Eswatini prawdopodobnie w I tysiącleciu przed naszą erą przybyli Buszmeni. Zostali oni wyparci przez ludy Bantu w VII wieku naszej ery. W XVI wieku powstało tam plemienne państwo ludu Suazi. Kraj toczył zacięte walki o niepodległość z Burami, a następnie ludy tubylcze walczyły z coraz większą intensywnością z Brytyjczykami.
W 1894 roku ten obszar stał się protektoratem Republiki Południowoafrykańskiej. W 1903 doszło do aneksji republik burskich, w tym Suazi, przez Wielką Brytanię. Pomimo tego mieszkańcy Suazi pragnęli walczyć o swoje państwo. W 1929 roku powstała pierwsza suazyjska organizacja polityczna – Postępowe Stowarzyszenie Suazi (SPA). Jej głównym celem było wyzwolenie kraju spod obcej okupacji. Do roku 1960 organizację wspomagała Postępowa Partia Suazi (SPP). Wynikiem tego było w 1963 roku uchwalenie konstytucji, a rok później odbyły się pierwsze wybory parlamentarne. W 1967 roku Suazi otrzymało szeroką autonomię i wewnętrzny samorząd. Rok później Suazi otrzymało pełną niepodległość w ramach brytyjskiej wspólnoty narodów, z królem Sobhuzą II na czele państwa. 11 września 1968 roku na podstawie Rezolucji Rady Bezpieczeństwa ONZ nr 257 Suazi zostało członkiem ONZ.
W 1973 roku król zawiesił konstytucję, działalność partii politycznych, rozwiązał parlament i wprowadził rządy absolutne. W 1978 roku wprowadzono konstytucję ustanawiającą monarchię absolutną.
Sobhuza II zmarł w 1982 roku i rządy w kraju objęła królowa Dzeliwe. Z tego powodu w rodzinie królewskiej wybuchły walki. Sytuacja ustabilizowała się, kiedy w 1986 roku królem został Mswati III. Od 1989 roku trwa proces demokratyzacji. W 1992 roku król zdecydował się na zmiany w konstytucji. Zmieniono system wyborczy. Jednak szybko wrócono do rządów za pomocą dekretów. Rok później odbyły się pierwsze od 1973 wybory wielopartyjne. W 2001 roku powołano zespół mający stworzyć nową konstytucję, jednak do dziś nie przyniosło to rezultatów. Dwa lata później odbyły się kolejne wybory. Wygrała partia Narodowy Ruch Imbokodvo. W 2005 roku Sąd Najwyższy uznał istnienie partii za nielegalne.
19 kwietnia 2018 król Mswati III ogłosił, że dla uczczenia 50. rocznicy niepodległości Królestwo Suazi zmienia nazwę na Królestwo Eswatini. Nowa nazwa oznacza w języku suazi „kraj ludu Suazi”. Dodatkowym argumentem dla zmiany było wyraźniejsze rozróżnienie nazwy królestwa oraz nazwy Szwajcarii, które w języku angielskim brzmią podobnie (odpowiednio: Swaziland – Switzerland).

## Ustrój polityczny
Eswatini jest monarchią absolutną. Państwo wchodzi w skład Wspólnoty Narodów. Obecna konstytucja została przyjęta 13 października 1978 roku, znowelizowana w 1992. Głową państwa jest król. Władza wykonawcza należy do rządu, z premierem na czele, którego wybiera monarcha. Władza ustawodawcza należy do Izby Zgromadzeń i Senatu. Izba składa się z 65 członków (10 wybiera król, 55 jest wybieranych w wyborach powszechnych), a Senat z 30 (20 wybiera król, a 10 Izba Zgromadzeń). Członkowie do parlamentu są wybierani na 5-letnią kadencję. Obecnym królem Eswatini jest Mswati III (od 25 kwietnia 1986 roku), a premierem Russell Dlamini (od 3 listopada 2023 roku). Od 1973 roku obowiązuje zakaz działalności partii politycznych, istnieje tylko jedna partia polityczna – Narodowy Ruch Imbokodvo (INM). Działa również nielegalny opozycyjny Zjednoczony Ludowy Ruch Demokratyczny (PUDM), który został założony w 1989 roku.

## Podział administracyjny
Eswatini jest podzielone na 4 dystrykty:
1. Hhohho
2. Lubombo
3. Manzini
4. Shiselweni

## Demografia
| 2017                     | 2017                          |
| ------------------------ | ----------------------------- |
| Liczba ludności          | 1 467 152                     |
| Ludność według wieku     |                               |
| 0 – 14 lat               | 35,01%                        |
| 15 – 64 lat              | 61,02%                        |
| ponad 64 lata            | 3,97%                         |
| Wiek (mediana)           |                               |
| W całej populacji        | 21,4 lat                      |
| Mężczyzn                 | 21,2 lat                      |
| Kobiet                   | 21,7 lat                      |
| Przyrost naturalny       | 1,1%                          |
| Współczynnik urodzeń     | 24 urodzin/1000 mieszkańców   |
| Współczynnik zgonów      | 13,2 zgonów/1000 mieszkańców  |
| Współczynnik migracji    | 0 migrantów/1000 mieszkańców  |
| Ludność według płci      |                               |
| przy narodzeniu          | 1,03 mężczyzn/kobiet          |
| poniżej 15 lat           | 1,02 mężczyzn/kobiet          |
| 15 – 64 lat              | 0,92 mężczyzn/kobiet          |
| powyżej 64 lat           | 1 mężczyzn/kobiet             |
| Umieralność noworodków   |                               |
| W całej populacji        | 50,4 śmiertelnych/1000 żywych |
| płci męskiej             | 54,4 śmiertelnych/1000 żywych |
| płci żeńskiej            | 46,4 śmiertelnych/1000 żywych |
| Oczekiwana długość życia |                               |
| W całej populacji        | 51,6 lat                      |
| Mężczyzn                 | 52,2 lat                      |
| Kobiet                   | 51 lat                        |
| Rozrodczość              | 2,69 urodzeń/kobietę          |
| Urbanizacja              | 21,3%                         |

Około 43% mieszkańców zarażonych jest wirusem HIV.
Najmniejsza oczekiwana długość życia na świecie.
Struktura etniczna
| Grupa etniczna | Język           | Liczebność w tys. | Procent ludności |
| -------------- | --------------- | ----------------- | ---------------- |
| Swazi          | Język suazi     | 1103              | 84,98%           |
| Zulusi         | Język zulu      | 108               | 8,32%            |
| Tsonga         | Język tsonga    | 27                | 2,08%            |
| Afrykanerzy    | Język afrikaans | 17                | 1,31%            |
| Koloredzi      | Język angielski | 16                | 1,23%            |
| Hindusi        | Język hindi     | 9,4               | 0,72%            |

### Religia
Struktura religijna kraju w 2010 roku według Pew Research Center i Operation World:
- protestantyzm – 81,8%:
  - Niezależne Kościoły Afrykańskie – 525 tys. wiernych
  - Kościoły zielonoświątkowe – 54 304 wiernych
  - Kościół Nazarejczyka – 28 350 wiernych
  - Kościół Metodystyczny – 17 tys. wiernych
  - Kościół Ewangeliczny Suazi – 13 tys. wiernych
  - Kościół Anglikański – 10,6 tys. wiernych
- ateizm – 10,1%
- katolicyzm – 4,9%
- tradycyjne religie plemienne – 1,0%
- islam – 0,2%
- hinduizm – 0,1%
- inne religie – 0,5%.

## Gospodarka

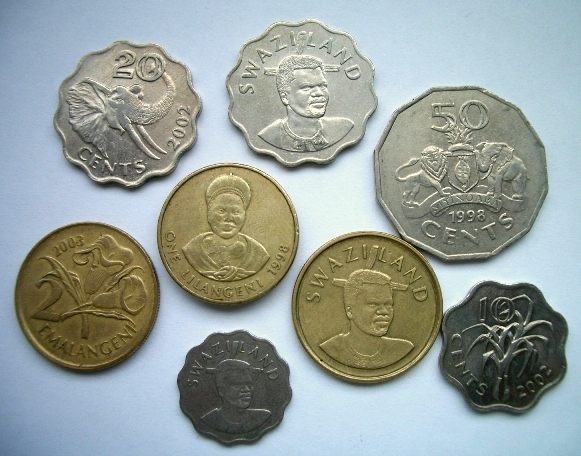
Lilangeni jest walutą Eswatini

PKB na jednego mieszkańca Eswatini w 2023 roku wyniosło 3995 USD.
Struktura PKB kształtowała się następująco:
- Rolnictwo: 16%
- Przemysł: 43%
- Usługi: 41%

Bezrobocie w 1999 roku wynosiło 40%.
Główne towary eksportowe kraju to: cukier, mięso, drewno, azbest, diamenty, węgiel kamienny.
Towary importowane to: środki transportu, maszyny, żywność, produkty naftowe, chemikalia.